# 1001 арабски нощи
„1001 арабски нощи“ (на английски: 1001 Arabian Nights) е американски пълнометражен анимационен филм от 1959 година, свободна адаптация на приказката за Аладин от сборника приказки „Хиляда и една нощ“ с включването в него на анимационния персонаж от други ленти на Юнайтед Продакшънс оф Америка, „Господин Магу“ като чичото на Аладин, Абдул Азис Магу.

## Сюжет
Абдул Азис Магу е чичо на Аладин. Двамата се влюбват в една и съща жена – принцеса Ясминда.

## В ролите
Персонажите във филма са озвучени с гласовете на:
- Джим Бакъс като Абдул Азис Магу
- Катрин Грант като Принцеса Ясминда
- Дуейн Хикман като Аладин
- Ханс Конрийд като Злия везир
- Хершел Бернарди като Духа от лампата
- Алън Рийд като Султанът
- Доус Бътлър като Омар, килимаря
- Сестрите Кларк като Трите малки камериерки от Дамаск